# Dolno Vranovci
Dolno Vranovci (makedonska: Долно Врановци) är en ort i Nordmakedonien.   Den ligger i kommunen Čaška, i den centrala delen av landet, 50 kilometer söder om huvudstaden Skopje. Dolno Vranovci ligger 359 meter över havet och antalet invånare är 208.